# BTG3
BTG3 (англ. BTG anti-proliferation factor 3) – білок, який кодується однойменним геном, розташованим у людей на короткому плечі 21-ї хромосоми. Довжина поліпептидного ланцюга білка становить 252 амінокислот, а молекулярна маса — 29 116.
| 10         |  | 20         |  | 30         |  | 40         |  | 50         |
| ---------- |  | ---------- |  | ---------- |  | ---------- |  | ---------- |
| MKNEIAAVVF |  | FFTRLVRKHD |  | KLKKEAVERF |  | AEKLTLILQE |  | KYKNHWYPEK |
| PSKGQAYRCI |  | RVNKFQRVDP |  | DVLKACENSC |  | ILYSDLGLPK |  | ELTLWVDPCE |
| VCCRYGEKNN |  | AFIVASFENK |  | DENKDEISRK |  | VTRALDKVTS |  | DYHSGSSSSD |
| EETSKEMEVK |  | PSSVTAAASP |  | VYQISELIFP |  | PLPMWHPLPR |  | KKPGMYRGNG |
| HQNHYPPPVP |  | FGYPNQGRKN |  | KPYRPIPVTW |  | VPPPGMHCDR |  | NHWINPHMLA |
| PH         |  |            |  |            |  |            |  |            |

A: Аланін

C: Цистеїн

D: Аспарагінова кислота

E: Глутамінова кислота

F: Фенілаланін

G: Гліцин

H: Гістидин

I: Ізолейцин

K: Лізин

L: Лейцин

M: Метіонін

N: Аспарагін

P: Пролін

Q: Глутамін

R: Аргінін

S: Серин

T: Треонін

V: Валін

W: Триптофан

Задіяний у такому біологічному процесі, як альтернативний сплайсинг. 